# Сулажгорский родник
Сулажго́рский — родник в Республике Карелия, гидрологический памятник природы регионального значения, источник высококачественной питьевой воды.
Расположен в лощине на северо-западной окраине Петрозаводска, у подножья склона Сулажгорских высот, близ лыжного стадиона «Трудовые резервы».
Родник нисходящий, с дебитом 0,5—0,6 л/с.
Вода источника пресная, с величиной минерализации до 200 мг/л, без запаха и осадка.
Охранная зона радиусом 100 м.
Государственный региональный гидрологический памятник природы родник «Сулажгорский» учреждён Постановлением Совета Министров Карельской АССР № 276 от 20 июля 1984 года.